# Lepidocyrtus finus
Lepidocyrtus finus är en urinsektsart som beskrevs av Christiansen och Bellinger 1980. Lepidocyrtus finus ingår i släktet Lepidocyrtus och familjen brokhoppstjärtar. Inga underarter finns listade i Catalogue of Life.